# Super estrellas (programa de televisión)
Super Estrellas fue un programa de televisión chileno que transmitió Chilevisión y condujo Javiera Contador. Este programa es la versión infantil de Talento chileno. Consta de 3 jurados encargados de seleccionar a los niños con determinados talentos, de los que saldrá el ganador elegido por el público. El programa fue elegido para ser transmitido por CHV cada día lunes comenzando por el 12 de septiembre de 2011, en horario prime (22:32 horas) inmediatamente después de Chilevisión Noticias.
La segunda temporada iniciará en enero de 2014 con la conducción de Javiera Contador.

## Formato
El programa consiste en que niños de 2 a 14 años, demuestren su destreza en diversas disciplinas como el canto, danza, humor, varieté, etc. Mientras dura la actuación, tres jueces deciden si el concursante debe dejar de realizar su talento presionando un botón que enciende una gran cruz roja. Si las tres X aparecen, el participante queda automáticamente eliminado, sin poder finalizar su presentación.

### Jueces actuales
- Américo: Cantante de cumbia (2011 y 2014).
- Rodrigo Díaz: Bailarín profesional (2014).
- Angélica Castro: Presentadora de televisión, actriz, modelo y empresaria (2014).

### Jueces y conductores anteriores
- Eva Gómez (2011)
- Viví Rodríguez: Bailarina profesional (2011).
- Jaime Coloma: Opinólogo (2011).

## Resumen de temporadas
| Temp. | Inicio                   | Fin                     | Ganador                          | Segundo lugar       | Tercer lugar      | Presentadora     | Jurado                               |
| ----- | ------------------------ | ----------------------- | -------------------------------- | ------------------- | ----------------- | ---------------- | ------------------------------------ |
| 1     | 12 de septiembre de 2011 | 28 de noviembre de 2011 | Academia de Cueca "René Poblete" | Cristhoper Cárdenas | Javiera Farias    | Eva Gómez        | Américo Viví Rodríguez Jaime Coloma  |
| 2     | 13 de enero de 2014      | 2 de abril de 2014      | Paz Binimelis                    | Joaquín Aguilar     | Antonia Kummerlin | Javiera Contador | Américo Rodrigo Díaz Angélica Castro |

## Primera temporada (2011)
La primera temporada de Super estrellas fue transmitida por CHV en 2011 y conducida por Eva Gómez con un jurado compuesto por Américo, Viví Rodríguez y Jaime Coloma. El programa fue emitido en horario prime con altos índices de audiencia televisivos. Al final de la temporada, el público eligió a la Academia de Cueca "René Poblete" como los ganadores del concurso.

## Segunda temporada (2014)
La segunda temporada de Super estrellas fue transmitida por CHV desde el 13 de enero de 2014 y conducida por Javiera Contador con un jurado compuesto por Américo, Rodrigo Díaz y Angélica Castro. El programa fue emitido en horario prime. Al final de la temporada, el público eligió a Paz Binimelis como la ganadora del concurso.